# La audición de Decca
"La audición de Decca" es el nombre que recibe la audición realizada por la banda británica The Beatles para la empresa discográfica Decca Studios en los estudios ubicados en West Hampstead, al norte de Londres, Inglaterra, tiempo antes de que el grupo llegara al estrellato internacional. Decca tomó la infortunada decisión de rechazar al grupo. Esta decisión es considerada uno de los mayores errores en la historia de la música popular.

## La audición
El mánager del grupo Brian Epstein realizó numerosos viajes a Londres para visitar a las distintas compañías discográficas con la esperanza de conseguir un contrato de grabación para el grupo, sin embargo, fue rechazado por la mayoría de las compañías, incluyendo Columbia, Pye, Philips y Oriole.
The Beatles fueron conducidos a Londres por Neil Aspinall en la víspera de Año Nuevo de 1962, para una audición con Decca, sin embargo Aspinall perdió su camino, y el viaje duró diez horas. Llegaron a las 10:00 PM, a lo que John Lennon dijo que llegaron "justo a tiempo para ver saltar a los borrachos en la fuente de la Plaza de Trafalgar."
El 1 de enero de 1962 Paul McCartney, John Lennon, George Harrison y Pete Best audicionaron para Decca con el productor Tony Meehan, realizando 15 canciones en poco menos de una hora. Todo el material fue seleccionado por Brian Epstein, quien decidió realizar algunos covers que la banda había realizado en varios clubes en esos años y solo tres canciones compuestas por el dúo Lennon/McCartney. Más tarde, The Beatles descubrieron que Epstein había pagado a Decca para producir las grabaciones en el estudio.
Mike Smith (de Decca) accedió a realizar una sesión de grabación con la banda. Esta se llevó sin inconvenientes y se le dijo al grupo que le haría saber la decisión algunas semanas después.
Finalmente, Decca rechazó a The Beatles, argumentando que los grupos de guitarra no prosperarían. Sin embargo algunos creen que el rechazo se debió a que ese día la banda no pudo reflejar su verdadero potencial en apenas una hora de grabación. En su lugar, Decca contrató a The Tremeloes, una banda local —lo cual requería menos gastos en el transporte de los equipos— que habían audicionado ese mismo día. 
Mientras Epstein negociaba con Decca, también realizaba un acercamiento con Parlophone (una subsidiaria de EMI), con quien finalmente firmarían un contrato para su primer disco, Please Please Me, producido por George Martin. Este último produciría casi todos los discos de The Beatles (a excepción de Let It Be, el cual fue producido por Phil Spector).

## Canciones
1. "Like Dreamers Do" (Lennon/McCartney)
2. "Money (That's What I Want)" (Gordy/Bradford)
3. "Till There Was You" (Meredith Wilson)
4. "The Sheik of Araby" (Smith/Wheeler/Snyder)
5. "To Know Her Is to Love Her" (Phil Spector)
6. "Take Good Care Of My Baby" (King/Goffin)
7. "Memphis, Tennessee" (Chuck Berry)
8. "Sure to Fall (In Love with You)" (Cantrell/Claunch/Perkins)
9. "Hello Little Girl" (Lennon/McCartney)
10. "Three Cool Cats" (Leiber/Stoller)
11. "Crying, Waiting, Hoping" (Buddy Holly)
12. "Love of the Loved" (Lennon/McCartney)
13. "September in The Rain" (Warren/Dubin)
14. "Bésame Mucho" (Consuelo Velázquez)
15. "Searchin'" (Leiber/Stoller)

## Información relacionada
En 1995, se publicó The Beatles Anthology. El documental incluye fragmentos de muchas de las canciones interpretadas en la audición de Decca, mientras que la banda sonora de acompañamiento (en concreto, The Beatles Anthology 1) incluye cinco de las canciones interpretadas en la audición ("Searchin'", "Like Dreamers Do", "Hello Little Girl", "Three Cool Cats", and "The Sheik of Araby"), junto con muchas otras tomas falsas y varios espectáculos en vivo. Las otras diez canciones de la audición de Decca nunca han sido oficialmente lanzadas, aunque con frecuencia han sonado en el mercado negro y en el popular sitio web de videos YouTube y otros más.